# Proletarskaja (metrostation Nizjni Novgorod)
Proletarskaja (Russisch: Пролетарская) is een station van de metro van Nizjni Novgorod. Het station maakt deel uit van Avtozavodskaja-lijn en werd geopend op 20 november 1985 als zuidelijk eindpunt van het eerste metrotracé in de stad. Het metrostation bevindt zich in het zuiden van Nizjni Novgorod, onder het plein waar de Leninski Prospekt (Leninlaan), de Oelitsa Novikova-Priboja en de Oelitsa Perechodnikova samenkomen. De naam van het station ("proletariaat") kreeg het station in verband met zijn ligging in een arbeiderswijk.
Het station is ondiep gelegen en beschikt over een perronhal met zuilengalerijen. De wanden zijn afgewerkt met wit marmer. Nabij het station bevindt zich de hoofdwerkplaats van de metro.